# Fornelos de Filloás
Fornelos de Filloás (llamada oficialmente Santa María de Fornelos de Filloás) es una parroquia y un lugar del municipio español de Viana del Bollo, en la provincia de Orense, Galicia.

## Situación
Situado en las inmediaciones del río Camba, en un pequeño valle rodeado de elevadas colinas, al este, la Gorbia y al suroeste la Infesta.

## Organización territorial
La parroquia está formada por una entidad de población:
- Fornelos de Filloás

## Demografía
Gráfica demográfica del lugar y parroquia de Fornelos de Filloás según el INE español:
| Gráfica de evolución demográfica de Fornelos de Filloás entre 2000 y 2023 |
|                                                                           |
| Datos según el nomenclátor publicado por el INE.                          |

## Historia y arte
Su nombre deriva de horno o forno, en gallego, porque está situado en un valle con varios cerros a su alrededor, y tan solo una boca estrecha por donde salen las aguas, lo que representa la figura de un horno; el sobrenombre de Filloás puede venir de "Filloy", nombre muy usado entre los antiguos, y que aún se conservó hasta principios del siglo XIX por una familia de este pueblo.
El pueblo tiene dos fuentes de exquisitas aguas.

## Monumentos y Museos
La riqueza paisajística de estas tierras de montaña constituye una razón suficiente para su visita. 
- Iglesia de Santa María de Fornelos de Filloás.
- Molinos harineros.
- Telares de lienzo de lino.
- Museo

## Artesanía y gastronomía
La economía se basa en la agricultura y ganadería. En esta localidad se producen patatas, maíz, centeno, castañas, habas, fruta, hortalizas y lino de muy buena calidad.
Se cría ganado vacuno y lanar. También es típica la caza de liebres, conejos y perdices, así como la pesca de truchas.

## Fiestas y Ferias
8 de septiembre

## Actividades
- Cicloturismo
- Senderismo
- Caza y pesca
- Gastronomía
- Natación